# Wijk (watergang)
Een wijk (soms: inwijk) is een zijkanaal in een verveningsgebied. Een wijk (of wiek(e) in de streektaal van de veenkoloniën) werd gegraven voor de afwatering van het veen en de afvoer van de turf per schip. Daarna werden ze gebruikt om aardappelen en suikerbieten over te vervoeren richting het hoofdkanaal (diep).
Wijken ontsluiten meestal landbouwgrond vanuit de aan het diep gelegen boerderijen. Vaak delen twee boerderijen één wijk.
Verschillende dorpen, zoals Ommelanderwijk in Groningen en Haulerwijk in Friesland zijn vernoemd naar een dergelijk zijkanaal.

## De Peel
Merkwaardig is, dat wijken in deze betekenis en met dezelfde uitspraak ook voorkomen in de Peel. Het begrip is daar geïntroduceerd als gevolg van de sterke banden met de Drents-Groningse en Noord-Duitse veengebieden, met name vanwege de talrijke uit die gebieden afkomstige veenwerkers. In de Peel gaat het met name om resten van het het "drietandstelsel" bij Helenaveen dat tegenwoordig om cultuurhistorische redenen deels wordt gerestaureerd.